# Thomas Norberg Schulz
Thomas Norberg Schulz, född 12 juli 1866 i Trondheim, död 28 maj 1950 i Oslo, var en norsk elektroingenjör. Han var bror till Carl Schulz. 
Schulz var 1891–1920 verkställande direktör för Kristiania elektricitetsverk och därefter intill 1933 direktör i "vasdrags- og elektricitetsvæsenet". Han var banbrytare för elektricitetens praktiska användning i Norge. Han var ledamot av elektricitetskommissionen (sedan 1897) och andra tekniska kommittéer, varjämte han var stiftare av och förste ordförande (1902–15) för Norske elektricitetsverkers forening.  År 1915–18 var han ordförande i Polyteknisk Forening och blev 1920 ledamot av kommittén angående kraftöverföring från Norge till Danmark. I fackpublikationer samt i dagspressen författade han en mängd uppsatser i elektrotekniska frågor.